# Rue Henri-Feulard
La rue Henri-Feulard est une voie du 10e arrondissement de Paris, en France.

## Situation et accès
La rue Henri-Feulard est une voie publique située dans le 10e arrondissement de Paris. La voie débute au 25, rue de Sambre-et-Meuse et se termine au 45, boulevard de la Villette. La rue se situe dans le prolongement de la rue Jean-et-Marie-Moinon.
Ce site est desservi par les stations de métro Colonel Fabien et Belleville.

## Origine du nom
La rue porte le nom d'un médecin spécialisé en dermatologie au sein de l'hôpital Saint-Louis, Henri Feulard, victime de son dévouement lors de l'incendie du bazar de la Charité le 4 mai 1897.

## Historique
De 1877 à 1899 les actuelles rue Henri-Feulard et rue Jean-et-Marie-Moinon ne formaient qu'une seule voie : l'ancienne « rue de Loos », du nom de la ville du département du Nord, Loos, où se trouve une abbaye transformée en prison pénitentiaire. Avant de s'appeler « rue de Loos », la voie était baptisée « passage Saint-Louis du Temple ». 
Depuis l'arrêté du 2 août 1899, la « rue de Loos » est tronquée : la partie située entre la rue de Sambre-et-Meuse et le boulevard de la Villette prend la forme d'une nouvelle voie baptisée rue Henri-Feulard. 
La « rue de Loos », aux dimensions actuelles, sera renommée rue Jean-Moinon le 8 juin 1946, puis rebaptisée rue Jean-et-Marie-Moinon le 10 mars 2012.